# Vrdi
Vrdi (nemško Wurdach) je naselje v Občini Kotmara vas v Okraju Celovec-dežela na Koroškem v Avstriji.

## Spletne povezave
- Gorjanci: Predstavitev knjige "Imenska pokrajina v Kotmari vasi na primeru petih vasi na Gurah. Priročnik o imenski kulturi neke regije"